# The Basement Boys
The Basement Boys ist ein Garage- und Deep-House-Projekt der amerikanischen Produzenten Teddy Douglas, Jay Steinhour und Thomas Davis. Das Trio hat auch unter den Namen 007, The Pride, Sublevel und Those Guys veröffentlicht.

## Biografie
Die erste Single des Trios, Love Don’t Live Here No More, erschien 1988 und belegte Platz 25 der Billboard Dance Music/Club Play Singles. Für die 1989er Single Don’t Blame Me gab man sich den Namen Sublevel, der auch Mitte der 1990er Jahre zweimal Verwendung fand. Außerdem ist das Produzententeam seit 1991 auch als Those Guys tätig.
Das mit Ultra Naté entstandene Album Blue Notes in the Basement wurde 1991 wieder als The Basement Boys veröffentlicht und enthielt zwölf Tracks, darunter die Auskopplungen Scandal und Is It Love?. Letztere stand im Februar 1991 eine Woche in den UK-Charts, erreichte Platz 71 und ist somit der einzige Charterfolg der Basement Boys.
1996 veröffentlichten Douglas, Steinhour und Davis die Do You Believe EP unter dem Namen 007. Erst 1999 folgte mit Holiday eine weitere Single als The Basement Boys, die allerdings weitgehend unbeachtet blieb. Im selben Jahr erschien die Single Paradise unter dem Pseudonym The Pride.
Das dritte Album, Mudfoot Jones, kam 2006 in die Läden. Die einzige Auskopplung, Never Seen It Comin, erschien 2007. Die bisher letzte Veröffentlichung, die Those-Guys-Single Love, Love, Love, stammt aus dem Jahr 2014 und ist eine Neuauflage des Liedes von 1996.

## Diskografie

### Alben
- 1991: Blue Notes in the Basement (The Basement Boys present Ultra Naté)
- 2004: History of House – 15th Anniversary Mix
- 2006: Mudfoot Jones (Basement Boys present Mudfoot Jones)
- 2015: House Legends

### Kompilationen
- 2003: 15 Years of Soulful House (DJ-Mix – 1 Track, 61 min)
- 2004: History of House Music (5 LPs)
- 2006: Anthology (3 CDs)

### Singles
- 1988: Love Don’t Live Here No More
- 1989: Don’t Blame Me (als Sublevel)
- 1990: Scandal (The Basement Boys present Ultra Naté)
- 1991: Is It Love? (The Basement Boys present Ultra Naté)
- 1991: Tonite (als Those Guys)
- 1993: Good Vibrations (Havin’ Fun) (als Those Guys)
- 1994: Time & Time Again (Sublevel feat. Tracy Hamlin)
- 1995: Time to Celebrate (Sublevel feat. Donnell Rush)
- 1996: Love, Love, Love (als Those Guys)
- 1996: Freak (Those Guys feat. Paul Shapiro)
- 1996: Do You Believe EP (als 007)
- 1999: Sierra Leone / Do the Boogaloo (als Those Guys)
- 1999: Holiday
- 1999: Paradise (als The Pride)
- 2001: An American Poem (als Those Guys)
- 2005: I Walk Alone (als Those Guys)
- 2007: Never Seen It Comin (Basement Boys present Mudfoot Jones)